# Julián Cuesta
Julián Cuesta Díaz (* 28. März 1991 in Granada), auch nur als Julián bekannt, ist ein spanischer Fußballtorwart, der seit der Saison 2018/19 beim griechischen Erstligisten Aris Thessaloniki unter Vertrag steht.

## Vereinskarriere
Seine Fußballkarriere begann Cuesta beim FC Sevilla, wo er bis 2010 in der Jugendabteilung spielte. Danach stieg er in die zweite Mannschaft vom FC Sevilla auf, die in der Segunda División B spielte.
Am 26. Januar 2013 stieg Cuesto in die erste Mannschaft des FC Sevilla auf, weil der Stammtorhüter Diego López zu Real Madrid wechselte und sein Ersatzmann Andrés Palop sich verletzte. Zwei Tage später durfte er beim 3:0-Sieg gegen den FC Granada sein Debüt für die erste Mannschaft in der Liga BBVA geben.
Am 21. Januar 2014 wurde Cuesta vom FC Sevilla bis zum Saisonende zum UD Almería ausgeliehen. Nach der Leihe wurde er vom Almería fest verpflichtet, und am 13. Juni 2014 unterschrieb er einen 3-Jahres-Vertrag. Sein Debüt für seinen neuen Arbeitgeber bestritt er am 5. Dezember 2014 beim 4:3-Sieg gegen Betis Sevilla in der Copa del Rey, und sein Liga-Debüt für UD Almería durfte er am 19. Dezember 2014 beim 1:0-Sieg gegen Celta Vigo feiern.